# 双六・金木戸森林鉄道

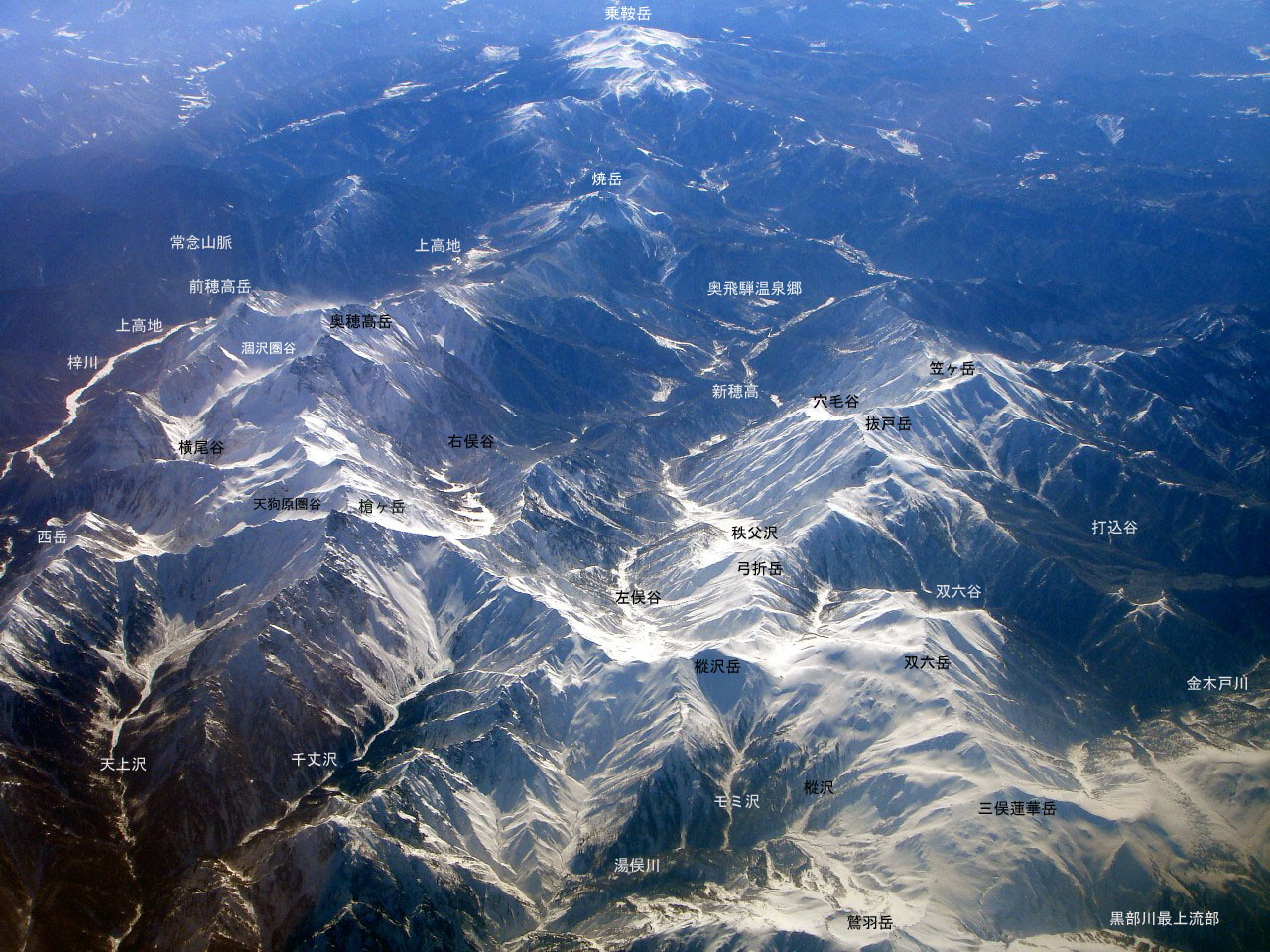
画像右　当森林鉄道の営業エリア

双六・金木戸森林鉄道（すごろく・かなきどしんりんてつどう）とは岐阜県吉城郡神岡町（現飛騨市）から上宝村（現高山市）の高原川、及びその支流（双六川、金木戸川など）の上流一帯（飛騨山脈双六岳、黒部五郎岳などの麓）に路線を持っていた森林鉄道である。金木戸森林鉄道ともいう。名古屋営林局神岡営林署が運営していた。
高原川にある浅井田ダムにある貯木場から、上流の双六川、金木戸川沿いに路線網があった。

## 路線データ
- 軌間：762mm
- 動力：内燃（ガソリン）
- 金木戸線　浅井田停車場（神岡町）～金木戸停車場（上宝村）・・・16.2km
  - 途中に、尻高停車場、中沢停車場、松ヶ谷停車場がある。
- 中ノ俣線　金木戸停車場（上宝村）～北ノ俣（上宝村）・・・5.8km
  - 途中に、中ノ俣停車場、中ノ俣上停車場がある。中ノ俣停車場～中ノ俣上停車場はインクライン。
- 小倉谷線　広河原停車場～小倉谷上・・・3.8km
  - 途中に、小倉谷停車場、小倉谷上停車場がある。小倉谷停車場～小倉谷上停車場はインクライン。
- 打込谷線　金木戸停車場～打込谷停車場・・・2.9km
  - 途中に、広河原停車場がある。

## 歴史
かつては上宝村で切り出された木材は高原川で流送されていたが電源開発によりダムが建設されることになり電力会社はその代償として軌道を敷設した。戦後も支線が建設されたがやがて北陸電力が金木戸の北ノ俣、中ノ俣から有峰ダムへ引水のためトンネル工事をすることになり軌道による資材運搬と併せて自動車道を建設することになった。1962年自動車道は完成し軌道による運行をやめることになった。
- 1930年（昭和5年）：中沢～金木戸、金木戸～広河原が開通。
- 1937年（昭和12年）：神岡軌道、殿～浅井田が開通。浅井田で双六・金木戸森林鉄道の浅井田停車場に接続。しかし軌間が双六・金木戸森林鉄道が762mm、神岡軌道が610mmと異なる為、直通運転はできなかった。
- 1940年（昭和15年）：打込谷線が全通。
- 1948年（昭和23年）：金木戸線が全通。
- 1952年（昭和27年）：小倉谷線が全通。
- 1955年（昭和30年）：打込谷線が廃止。
- 1958年（昭和33年）：中ノ俣線が全通。
- 1962年（昭和37年）：休止。
- 1963年（昭和38年）：全路線廃止。

## 接続路線
- 浅井田停車場（神岡軌道浅井田駅）

## その他
- 双六川に北陸電力の発電所（双六ダム）を建設する際、双六・金木戸森林鉄道が建設資材運搬鉄道線として使用されている。